# فرودگاه هکستن پارک
فرودگاه هکستن پارک (به انگلیسی: Hoxton Park Airport) یک فرودگاه همگانی است . این فرودگاه در شهر سیدنی کشور استرالیا قرار دارد و در ارتفاع ۴۱ متری از سطح دریا واقع شده‌است.